# Acueducto de San Lázaro
El acueducto romano de San Lázaro es una construcción de ingeniería civil para el transporte de agua. Está situado en  Mérida, en la provincia de Badajoz (Extremadura, España). Es una de las tres conducciones que surtían de agua a Emérita Augusta, que así se llamaba Mérida en  época romana y era la capital de la provincia Lusitania. Tiene una longitud de casi 1000 metros y salvaba la depresión del  río Albarregas. Se ha datado su construcción en el siglo I.
En 1912 fue declarado Monumento nacional,
por lo que es Bien de Interés Cultural con categoría de Monumento.
Forma parte del conjunto arqueológico de Mérida, declarado Patrimonio de la Humanidad por la Unesco en 1993.

## Historia
Para abastecer de agua a la ciudad de Augusta Emerita se construyeron varios embalses y se captaron y encauzaron manantiales hasta los acueductos correspondientes. A Mérida llegaban cuatro acueductos: el acueducto Rabo de Buey-San Lázaro, el acueducto de los Milagros, el acueducto de Cornalvo y un cuarto de reciente descubrimiento, que abastecían a los Castellum Aquae o depósitos de agua. Las aguas eran recogidas fundamentalmente de dos embalses, el de  Proserpina y el de  Cornalvo, aunque esta teoría esta en entredicho, ya que los romanos solían captar agua de manantiales y no de agua embalsada o estancada, puesto que esta última era propensa a la aparición de enfermedades.
Varios estudios no han conseguido aclarar la fecha de iniciación y terminación de las obras o las etapas de construcción de esta.

## Características
Los materiales principalmente empleados son ladrillos y bloques de granito. La dirección del acueducto es desde el norte y noroeste de Mérida, donde se sitúan los manantiales de Las Tomas, Valhondo y Casa Herrera de los que se surte, hasta la propia ciudad. 
Los primeros tramos eran subterráneos y disponían de entradas para que las personas de mantenimiento pudieran limpiarlo. En la actualidad solo se conservan tres pilares y los arcos intermedios, si bien pueden encontrarse restos de él en la «casa del Anfiteatro» donde existe un depósito de agua y una gárgola con forma de cabeza de león. Cuando se abrió un paso peatonal bajo el acueducto, se descubrió que en su parte interior había un canal de plomo y dos de cerámica.

## Reconstrucción delsigloXVI

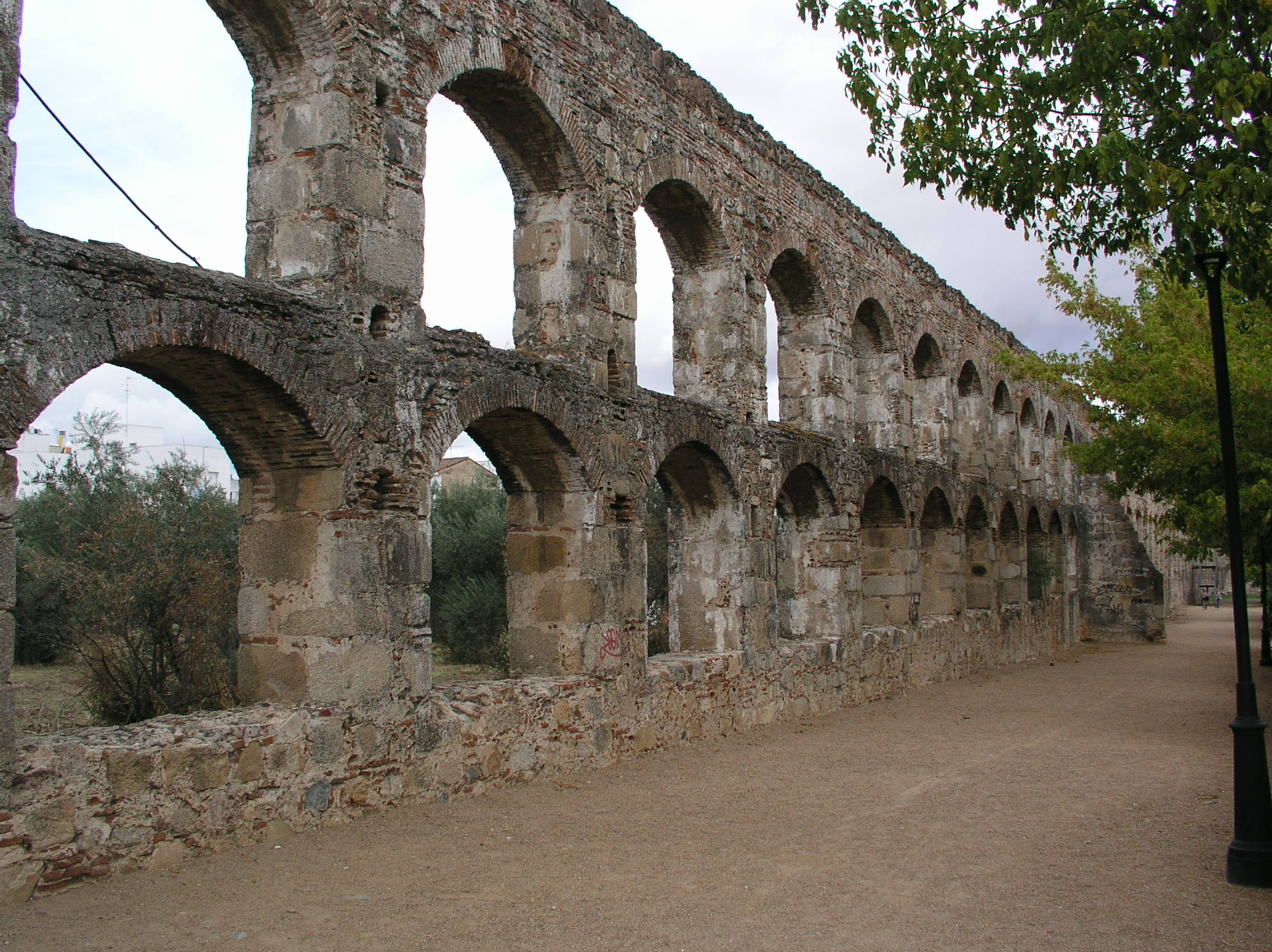
El acueducto del

En el siglo XVI se construyó un acueducto nuevo utilizando muchos de los sillares del antiguo. En 1985 este segundo acueducto fue declarado Bien de Interés Cultural con categoría de Monumento.
El primer piso tiene unos arcos de once dovelas. Los pilares tienen planta rectangular compuestos por sillares almohadonados en nueve hileras. Como coronación tiene una cornisa moldurada.
El segundo piso o fila de columnas está construido con sillares más irregulares que los de más abajo intercalados periódicamente por hiladas paralelas de ladrillos, cuatro filas de ladrillos por cuatro filas de sillares. Los pilares son cruciformes y no rectangulares. Vierte sus aguas en dos canales: uno se dirige a un depósito llamado piscina limari del anfiteatro y otro dirigido al foro municipal. El depósito está cubierto por una bóveda de ladrillo y tiene planta cuadrada.